# Vertebrae
Albums de Enslaved
Ruun
(2006) Axioma Ethica Odini
(2010)
Vertebrae est le dixième album studio du groupe de Black metal norvégien Enslaved. L'album est sorti le 29 septembre 2008 sous le label Nuclear Blast Records.
Vertebrae a été nommé "album de l'année 2008" par le magazine Terrorizer Magazine.

## Musiciens
1. Clouds – 6:09
2. To the Coast – 6:27
3. Ground – 6:38
4. Vertebrae – 5:01
5. New Dawn – 5:23
6. Reflection – 7:45
7. Center – 7:33
8. The Watcher – 4:11